# Јермени у Османском царству
Османски Јермени су били значајно етничко становништво унутар Отоманског царства. Јермени у царству су углавном припадали или Јерменској апостолској цркви или Јерменској католичкој цркви. Били су део јерменског милета све док Танзиматске реформе у деветнаестом веку нису изједначиле све отоманске грађане пред законом. Јермени су били значајна мањина у Царству. Они су играли кључну улогу у османској индустрији и трговини, а јерменске заједнице су постојале у скоро сваком већем граду царства. Упркос њиховом значају, Јермени су били жестоко прогањани од стране османских власти, посебно од друге половине 19. века, што је кулминирало геноцидом над Јерменима.

## Позадина
Османлије су у традицију ислама унеле низ јединствених приступа владавини. Исламска култура није раздвајала верска и секуларна питања. У почетку је султан био највиша сила у земљи и имао је контролу над скоро свим питањима. Међутим, државна организација почела је да добија одређенији облик у првој половини шеснаестог века под Сулејманом Величанственим, такође познатим као „Законодавац“. Османлије су визуализовале две одвојене „установе“ које су делиле државну власт, једна је одговорна за управљање грађанима једне нације, а друга њеном војском. „Османлије су препустиле грађанску контролу грађанским институцијама. Историчари често називају османску друштвено-политичку идеју „османским системом“. Међутим, вредно пажње је да израз „османски систем“ преноси осећај структуралне крутости који вероватно није постојао током отоманског периода.
Интеграција јерменског становништва је делимично била последица непостојеће структуралне строгости током почетног периода. Јерменским народом, везаним за питања њихових унутрашњих послова, управљала је цивилна управа. Становници града, сељани и фармери формирали су класу звану раја, укључујући и јерменску рају. Цивилна и судска управа одвијала се у оквиру посебног паралелног система малих општинских или сеоских јединица званих казе. Цивилни систем се сматрао провером војног система јер бегови, који су представљали извршну власт над рајом, нису могли да изврше казну без пресуде верског вође. Такође, султан је био ван поменуте контроле. Васељенска патријаршија је била вођа јерменског народа. Цела ова структура је названа у јерменском случају Јерменски милет.
Током византијског периода, јерменској цркви није било дозвољено да делује у Цариграду, јер је Грчка православна црква сматрала јерменску цркву јеретичком. Успостављањем Цариградске васељенске патријаршије, Јермени су постали верске вође, а бирократе под Отоманским царством постале су утицајније од своје сопствене заједнице. Идеја да два одвојена „естаблишмента” деле државну власт давала је људима шансу да заузму важне положаје, административне, верско-правне и друштвено-економске.
Јермени су заузимали важне положаје у Отоманском царству, Артин Дадјан-паша, који је био министар спољних послова од 1876. до 1901. године, један је од многих примера јерменских грађана који су играли фундаменталну улогу у друштвено-политичкој сфери Отоманског царства.

## Улога Јермена у османској економији
Одређене елитне јерменске породице у Османском царству стекле су поверење султана и успеле су да остваре важне позиције у османској влади и османској привреди. Иако је њихов број био мали у поређењу са целокупном отоманском јерменском популацијом, то је изазвало извесно негодовање међу османским националистима. Живот осталих обичних Јермена био је веома тежак јер су били третирани као грађани другог реда. Они елитни Јермени који су постигли велики успех били су појединци попут Абрахам-паше (првобитно Абрахам Ерамијан) и Габријела Норадункјана који је постао државни секретар за спољне послове. Породица Дадијан је контролисала целокупну индустрију муниције у Османском царству. Калуст Гулбенкијан је постао један од главних саветника Народне банке Турске и Турске нафтне корпорације, која је касније постала Ирачка нафтна корпорација. Историчар А. Чамкертен пише да „јерменска достигнућа у Царству нису била само у трговини. Били су укључени у скоро све економске секторе и имали су највише нивое одговорности. У 19. веку разне јерменске породице постале су султанови златари, султанови архитекти и преузели су девизне резерве и резерве злата и сребра, укључујући царину. Шеснаест од осамнаест најважнијих банкара у Османском царству били су Јермени“. (Калуст Саркис Гулбенкијан: Човек и његово дело. Лисабон: Gulbenkian Foundation Press, 2010) Османски Јермени су били презаступљени у трговини. Њихова укупна политичка моћ као посредничке мањине, упркос богатству неких Јермена, била је ниска, што их је чинило посебно рањивим.

### Цариградска патријаршија
Након што је Цариград пао под власт Турака 1453. године, патријаршија је почела да брине за све православне који су живели у Османском царству. Ховагим I је у то време био митрополит Бурсе. Године 1461. Ховагима I је у Цариград довео султан Мехмед II и успоставио јерменског патријарха Цариграда из политичких разлога. Султан Мехмед II је желео јерменско-грчко одвајање. Цариград је постао прави центар њиховог црквеног и народног живота. Јерменски патријарх, а не католикос из Ечмиадзина, био је њихов најважнији национални достојанственик, као део Мехмедове жеље. У султановој престоници живела је највећа јерменска заједница на свету, а његова грађанско-црквена власт учинила је султана најмоћнијим званичником за Јермене у пракси. Вероватно пре османског освајања 1453. године у Цариграду није било јерменских цркава. После 1453. године у Истанбулу је подигнуто 55 јерменских цркава.
Све до проглашења Хатишерифа 1839. године, патријарх и његови клијенти су, у одређеним границама, имали казнену власт над јерменским народом. У главном граду патријарх је имао свој затвор и имао је малу полицију. Пошто је његова власт над његовим свештенством апсолутна, могао их је затворити или протерати по својој вољи; и док је био приморан да обезбеди сагласност султана да затвори или протера невернике своје заједнице, неопходан ферман се врло лако добијао. Патријархални систем власти, стављајући грађанску власт у руке високих црквењака, био је резултат чињенице да султан није правио разлику између цркве и заједнице и тежио да да одржи интегритет цркве.

### Јерменски сеоски живот
У селима, укључујући и она у којима је становништво било претежно муслиманско, јерменске четврти су насељаване у групама међу осталим деловима становништва. У поређењу са осталима, Јермени су живели у добро изграђеним домовима. Куће су биле поређане једна изнад друге, тако да раван кров доње куће служи као двориште оне изнад. Ради безбедности, куће су биле збијене једна уз другу. Јерменски станови су прилагођени екстремним температурама у планинским пределима Западне Јерменије (преименованој у Источну Анадолију 1941. године). Лети су дебели зидови и земљани кровови одржавали собе хладним. Природне и пољопривредне традиције Јермена биле су сличне другима, али карактеристике се могу наћи и код Ксенофонта, који је описао многе аспекте јерменског сеоског живота и гостопримства. Испричао је да су људи говорили језиком који је његовом уху звучао као језик Персијанаца.
Бег или старешина је био нешто као вођа села, а његова кућа је обично била најлуксузнији стан у селу. Није било реткост да су за тридесет пет породица имали три свештеника. Већина Јермена је путовала на коњима у суседна села, понекад на верске церемоније (као што је Ван фестивал), понекад да доведу младу, пратећи је, уз музичке инструменте и пљескање рукама, до њиховог села.

## Османска Јерменија, 1453–1829.
Јермени су током времена сачували своју културу, историју и језик, углавном захваљујући свом изразитом верском идентитету међу суседним Турцима и Курдима. Попут грчке православне и јеврејске мањине у Отоманском царству, они су чинили посебан милет, на челу са јерменским патријархом из Константинопоља. Према овом систему, хришћани и Јевреји су сматрани верским мањинама/грађанима другог реда; били су подвргнути повишеном опорезивању, али су заузврат добили аутономију у оквиру сопствених верских заједница и били су ослобођени војне службе. Растући верски и политички утицај из суседних заједница захтевао је спровођење безбедносних мера које су често захтевале дужи период чекања за правни лек на судовима. Под отоманском влашћу, Јермени су формирали три различита милета: јерменске православне, јерменске католике и јерменске протестанте (у 19. веку).
После много векова турске владавине у Анадолији и Јерменији (најпре Селџука, затим разних анадолских бејлика и коначно Османлија), центри са великом концентрацијом Јермена изгубили су географски континуитет (делови вилајета Вана, Битлиса и Харпута). Током векова, племена Турака и Курда су се населила у Анадолији и Јерменији, која је остала озбиљно депопулисана услед низа разорних догађаја као што су византијско-персијски ратови, византијско-арапски ратови, миграција Турака, инвазије Монгола и коначно крваве кампање татарског Тамерлана.
Поред тога, дешавали су се вековни отоманско-персијски ратови између супарничких империја, чија су се бојна поља простирала преко Западне Јерменије (дакле, велики делови матичних земаља Јермена), што је довело до тога да регион и његови народи прелазе између Османлија и Персијанаца више пута. Ратови између великих ривала започели су од раног 16. века и трајали су све до 19. века, имајући катастрофалне последице по староседеоце ових региона, укључујући Јермене Западне Јерменије.
Захваљујући овим догађајима, састав становништва је претрпео (још од друге половине средњег века) тако дубоку трансформацију да су Јермени чинили, у целој својој древној домовини, не више од четвртине укупног становништва. Упркос томе, они су задржали и бранили фактичку аутономију у одређеним изолованим областима као што су Сасун, Шатак и делови Дерсима. Јерменско упориште и симбол стварне јерменске аутономије, Зејтун (Улнија) налазио се између Шест вилајета и Киликије, који је такође имао снажно јерменско присуство још од стварања Кнежевине (а потом Краљевине) Мале Јерменије. Међутим, уништење Краљевине од стране племена Рамаданида и каснија владавина муслиманских сила као што су Дулкадириди, Мамелуци и Османлије довели су до све већег броја муслимана у региону све док геноцид коначно није уклонио преостале остатке јерменског народа.
Било је и значајних заједница у деловима вилајета Требизонд и Анкара који се граниче са шест вилајета (као што је Кајсери). Након отоманских освајања, многи Јермени су се такође преселили на запад и населили у Анадолији, у великим и просперитетним османским градовима попут Истанбула и Измира.

## Западна Јерменија, 1829–1918.
Преостала отоманска Јерменија, састављена од шест вилајета (Ерзурум, Ван, Битлис, Дијарбекир, Елазиг (Харпут) и Сивас) до Првог светског рата, под отоманском влашћу, такође се називала Западна Јерменија.

### Јермени током 19. века
Осим научених занимања у школама које су отворене широм Османског царства, главна занимања су били трговина, индустрија и пољопривреда. Сељаци су били земљорадници. У царству су Јермени одгајани до виших занимања, као што је Калуст Гулбенкијан био бизнисмен и филантроп. Он је одиграо главну улогу у стављању нафтних резерви Блиског истока на располагање западном развоју. Јермени су се организовали ради различитих циљева; о томе сведоче њихова бројна друштва, клубови, политичке странке и друга удружења. Ховсеп Пушман је био сликар који је постао веома познат у Царству. Током овог периода Јермени су основали цркву, школу, библиотеку и новине. Саргис Мубајаџијан је био плодан и разнолик писац школован у Цариграду. Многа његова дела су још увек присутна у јерменској периодици.
Многи Јермени, који су се, након што су емигрирали у иностранство и тамо напредовали, вратили у своју домовину. Алекс Маногијан који је постао филантроп и активни члан Јерменске опште добротворне уније био је из отоманских земаља (савремени Измир). Артур Едмунд Кареве, рођен у Требизонду, постао је глумац у ери немог филма.
Јермени су заузимали важне положаје у Отоманском царству, Артин Дадјан-паша је био министар иностраних послова Отоманског царства од 1876. до 1901. године и пример јерменских грађана који су служили Отоманском царству.

#### Источно питање
Источно питање (обично датовано у 1774. годину) се користи у европској историји да упућује на дипломатске и политичке проблеме настале распадом Отоманског царства током 18. века; укључујући нестабилност на територијама којима је владало Османско царство. Положај образованих и привилегованих хришћана у Отоманском царству се побољшао у 17. и 18. веку, а Османлије су све више препознавале вештине које су недостајале већинском османском становништву, а како се царство све више насељавало, почело је да осећа своју све већу заосталост у односу на европске силе. Европским силама на другој страни, укљученим у борбу за моћ да заштите своје милитаристичке, стратешке и комерцијалне интересе у Царству, ово је дало мотив  да помогну људима у невољи. Успон национализма под Отоманским царством, као директан резултат просвећивања хришћанских милета кроз образовање, био је доминантна тема. Јермени су, међутим, углавном остали пасивни током ових година, због чега су добили титулу millet-i sadıka или „лојални милет“.
Источно питање је добило још већу пажњу крајем 1820-их, због грчког просветитељства и грчког рата за независност, који су дали пример за независност од Османлија, а заједно са неколико земаља Балкана, фрустрираних условима, често уз помоћ сила, ослобођени су османске власти. Велика сила Руска Империја имала је користи од пропадања Отоманског царства; с друге стране, Аустрија и Уједињено Краљевство сматрале су да је очување Царства у њиховом најбољем интересу. Положај Француске се мењао неколико пута током векова. Јерменско ангажовање на међународној сцени морало је да сачека док јерменско национално буђење, које је каоЈерменско питање у употреби у европској историји, постало уобичајено у дипломатским круговима и у народној штампи након Берлинског конгреса (1878). Јерменска национална идеологија развила се много после грчког покрета. Међутим, фактори који су допринели настанку јерменског национализма учинили су овај покрет много сличнијим покрету Грка него покретима других етничких група.

### Имплементација реформи, 1860–1880.
Три велике европске силе: Велика Британија, Француска и Руска империја (познате као Велике силе) довеле су до питања однос Царства према својим хришћанским мањинама и све више притискале Отоманску владу (познату и као Висока Порта) да пружи једнака права свим њеним грађанима.
Почев од 1839. године, османска влада је спровела Танзиматске реформе како би побољшала положај мањина, иако су се оне показале углавном неефикасне. Године 1856, Хатишериф је обећао једнакост за све отоманске грађане, без обзира на њихову етничку припадност и вероисповест, проширивши обим Хатишерифа из 1839. године. Реформистички период достигао је врхунац са Уставом, названим Kānûn-ı Esâsî (што значи „Основни закон“ на отоманском турском), који су написали чланови Младих Османлија, који је проглашен 23. новембра 1876. Установио је слободу вероисповести и једнакост свих грађана пред законом. „Фирман реформи“ је дао огромне привилегије Јерменима, који су формирали „управу у управи“ како би елиминисали аристократску доминацију јерменских племића развојем политичких слојева у друштву.

#### Јерменски национални устав, 1863.
Године 1863. Османско царство је одобрило Јерменски национални устав (османски турски: "Nizâmnâme-i Millet-i Ermeniyân"). Био је то облик „Кодекса прописа“ састављеног од 150 чланова које је израдила „јерменска интелигенција“, а који су дефинисали овлашћења патријарха (позиција у отоманском милету) и новоформиране „јерменске народне скупштине“. Издат је декрет којим се женама дозвољава да имају право гласа као и мушкарци и тражи од њих да учествују на свим изборима.
Јерменска народна скупштина имала је широк спектар функција. Муслимански званичници нису били запослени да прикупљају порезе у јерменским селима, већ су порезе у свим јерменским селима прикупљали јерменски сакупљачи пореза које је именовала Јерменска национална скупштина. Јерменима је било дозвољено да оснивају сопствене судове ради спровођења правде и вођења парница између Јермена, као и за решавање свих питања која се тичу брака, развода, имања, наслеђа итд, која се односе на њих саме. Јерменима је такође било дозвољено право да оснивају сопствене затворе за  Јермене, а Јермен ни у ком случају не би требало да буде затворен у отоманском затвору.
Јерменска национална скупштина је такође имала овлашћење да бира јерменског гувернера од стране локалног јерменског законодавног већа. Савети ће касније бити део избора током друге уставне ере. Локални јерменски законодавни савети били су састављени од шест Јермена које је бирала Национална скупштина Јерменије.

#### Образовање и социјални рад
Почев од 1863. године образовање је било доступно свима, колико су то средства дозвољавала. Такво образовање је било под управом лаичких комитета. Током овог периода у руској Јерменији, повезаност школа са Црквом је била тесна, али се примењује исти принцип. Ово је постало проблем за руску администрацију, која је достигла врхунац током 1897. године када је цар Николај именовао јерменофоба Григорија Сергејевича Голицина за гувернера Закавказја, а јерменске школе, културна друштва, новине и библиотеке су затворене.
Јерменски добротворна друштва, болнице и установе за снабдевање организоване су у складу са новонасталим условима. Јермени су, осим што су плаћали порез држави, добровољно себи наметнули додатна оптерећења како би издржавали ове филантропске агенције. Порези држави нису имали директан повраћај Јерменима у таквим случајевима.

#### Јерменско питање, 1877.
Јерменско питање, како се користи у европској историји, постало је уобичајено у дипломатским круговима и у популарној штампи након Берлинског конгреса (1878.); слично Источном питању (обично датовано у 1774.), а односи се на овлашћења да се Европа укључи у јерменска питања Османског царства почев од руско-турског рата 1877-1878. Међутим, конкретно, јерменско питање се односи на заштиту и слободе Јермена из њихових суседних заједница. „Јерменско питање“ објашњава четрдесет година јерменско-османске историје у контексту енглеске, немачке, руске политике између 1877. и 1914. године.

### Народно буђење, 1880-тих
Народноослободилачки покрети балканских народа (види: историја Балканског полуострва) и непосредно укључивање европских сила у источно питање снажно су утицали на до тада угушени национални покрет међу Јерменима Османског царства – на развој народноослободилачка идеологија. Јерменски народноослободилачки покрет био је јерменски национални напор да се историјска јерменска домовина источне Мале Азије и Закавказја ослободи од руске и османске власти и поново успостави независна јерменска држава. Они Јермени који нису подржавали национално-ослободилачке тежње или су били неутрални називани су чезоцима.

### Султан Абдул Хамид II, 1876–1909.
Абдул Хамид II је био 34. султан и надгледао је период опадања моћи и обима Царства, владајући од 31. августа 1876. до свргавања 27. априла 1909. године. Био је последњи османски султан који је владао са апсолутном влашћу.

#### Сукоб у Башкалеу, 1889.
Сукоб у Башкалеу био је крвави сукоб између Арменаканске партије и Османског царства у мају 1889. Име му потиче од Башкалеа, пограничног града Ван ејалета Османског царства. Догађај је био важан, јер се одразио у главним јерменским новинама, пошто су пронађени документи о Арменаканцима показали опсежну заверу за национални покрет. Османски званичници су веровали да су ти мушкарци чланови великог револуционарног апарата и дискусија се одражавала у новинама (Eastern Express, Oriental Advertiser, Saadet и Tarik), а одговори су били у јерменским новинама. У неким јерменским круговима овај догађај је сматран мучеништвом и довео је до других оружаних сукоба. Отпор Башкалеа се десио на персијској граници, преко које су Арменаци били у комуникацији са Јерменима у Персијском царству. Гугунијанска експедиција, која је уследила у року од неколико месеци, била је покушај мале групе јерменских националиста из руске Јерменије да покрену оружану експедицију преко границе у Отоманско царство 1890. године у знак подршке локалним Јерменима.

#### Демонстрације у Кум Капу, 1890.
Демонстрације у Кум Капу одржане у јерменској четврти Кум Капу, седишту јерменског патријарха, угушене су брзом акцијом команданта Хасана Аге. 27. јула 1890. Харутијун Џангулијан, Михран Дамадијан и Хампартсум Бојаџијан прекинули су јерменску мису да би прочитали манифест и осудили равнодушност јерменског патријарха и јерменске народне скупштине. Харутијун Џангулијан (члан из Вана) покушао је да убије истанбулског патријарха. Циљ је био да се убеде јерменски свештеници да своју политику ускладе са националном политиком. Убрзо су приморали патријарха да се придружи процесији која је кренула ка палати Јилдиз и захтевала спровођење члана 61. Берлинског споразума. Значајно је да овај масакр, у коме је, како се наводи, страдало 6.000 Јермена, није био резултат општег устанка муслиманског становништва. Софтаси нису учествовали у томе, а многи Јермени су нашли уточиште у муслиманским деловима града.

#### Крваве године, 1894–1896.
Прва значајна битка у јерменском покрету отпора одиграла се у Сасуну, где су националистичке идеале пропагирали активисти Хунчака, као што су Михран Дамадијан и Хампартсум Бојаџијан. Јерменска револуционарна федерација (АРФ) је такође одиграла значајну улогу у наоружавању народа у региону. Јермени из Сасуна су се сукобили са отоманском војском и курдским нерегуларним снагама у Сасуну, подлегавши надмоћном броју. Затим је уследила Зејтунска побуна (1895–1896). Активисти Хунчака обишли су разне регионе Киликије и Зејтуна да би подстакли отпор и основали нове огранке Социјалдемократске Хунчакијанске партије.
Преузимање Отоманске банке 1896. године извршила је јерменска група наоружана пиштољима, гранатама, динамитом и ручним бомбама против Отоманске банке у Истанбулу. Заплена банке трајала је 14 сати, што је резултирало смрћу 10 јерменских мушкараца и отоманских војника. Османска реакција на преузимање довела је до нових масакра и погрома неколико хиљада Јермена у Константинопољу и реакције султана Абдула Хамида II који је претио да сравни целу зграду. Међутим, интервенција европских дипломата у граду успела је да убеди мушкарце да дају сигуран пролаз преживелима у Француску. Упркос нивоу насиља који је инцидент изазвао, европска штампа је позитивно извештавала о преузимању, хвалећи мушкарце за њихову храброст и циљеве које су покушали да остваре. Завршиле су се године између 1894. и 1896, а процене мртвих су се кретале од 80.000 до 300.000. Хамидијски покољи су названи по султану Абдул Хамиду II, чији су напори да ојача територијални интегритет зараћеног Османског царства резултирали масакрима.

#### Сасунски устанак, 1904
Османски званичници укључени у Сасунски устанак, који су претходно поражени у Првој Зејтунској побуни, нису желели формирање још једне полуаутономне јерменске области у „источним“ вилајетима. У Сасуну, јерменски активисти су радили на наоружавању народа и регрутовању младића мотивишући их за јерменску ствар. 50.000 турских и курдских војника започело је офанзиву у Сасуну, где је 500 федаја војника морало да брани 20.000 ненаоружаних људи. Јермене је предводио Андраник Озанијан заједно са Кеворком Чавушом, Сепасдацијем Мурадом, Керијем, Храјром Тјоком и другима.

#### Покушај атентата на султана Абдул Хамида II, 1905.
Догађаји у вези са Хамидијским масакрима и континуирана антијерменска политика султана Абдула Хамида II одредили су план Јерменске револуционарне федерације да планира покушај убиства султана ради освете. Чланови Дашнака, предвођени оснивачем АРФ-а (Јерменска револуционарна федерација) Кристапором Микаелијаном, тајно су почели да производе експлозив и планирају операцију у Софији, у Бугарској. Покушај атентата Абдула Хамида II је био неуспешан , али је резултирао смрћу 26 људи и још 58 рањених.

### Распуштање, 1908–1918.
Друга уставна ера Царства почела је убрзо након што је султан Абдул Хамид II обновио уставну монархију након Младотурске револуције 1908. Овај период је успоставио многе политичке групе. Серија избора током овог периода резултирала је постепеним успоном доминације Комитета уније и напретка у политици. Овај период је такође означио распад Османског царства.

#### Младотурска револуција, 1908.
Дана 24. јула 1908. године, наде Јермена у једнакост у царству разведриле су се уклањањем Хамида II са власти и повратком земље у уставну монархију. Две од највећих револуционарних група које су покушавале да збаце султана Абдула Хамида II биле су Јерменска револуционарна федерација и Комитет уније и напретка, група Турака углавном образованих у Европи. На састанку генералне скупштине 1907. године, АРФ је признао да су јерменски и турски револуционари имали исте циљеве. Иако су реформе Танзимата Јерменима дале више права и места у парламенту, АРФ се надао да ће добити аутономију за управљање јерменским насељеним подручјима Османског царства као „држава у држави“. „Други конгрес османске опозиције“ одржан је у Паризу, у Француској, 1907. године. Присуствовали су опозициони лидери, укључујући Ахмеда Ризу (либерала), Сабахедин Бега и члана АРФ-а Качатура Малоумијана. Током састанка званично је проглашен савез две стране. АРФ је одлучио да сарађује са Комитетом уније и напретка, надајући се да ће, ако Младотурци дођу на власт, аутономија бити дата Јерменима.

#### Балкански ратови
Андраник Озанијан је учествовао у Балканским ратовима 1912–1913. заједно са генералом Гарегином Нждехом као командантом јерменских помоћних трупа. Андраник је срео револуционара Бориса Сарафова и њих двојица су се обавезали да ће заједнички радити за потлачене народе Јерменије и Македоније. Андраник је заједно са Нждехом учествовао у Првом балканском рату као главни командант 12. батаљона Лозенградске Треће бригаде Македонско-јадранске милиције под командом пуковника Александра Протогерова. Његов одред чинила су 273 јерменска добровољца. 5. маја 1912. Јерменска револуционарна федерација је званично прекинула односе са отоманском владом; јавна изјава Западног бироа штампана у званичном саопштењу упућена је „Отоманским грађанима”. У јунском броју новина Дрошака објављен је уводник о томе. Постојао је огроман број Јермена који су одлично служили јединицама Царства током балканских ратова.

#### Јерменски пакет реформи, 1914.
Јерменски реформски пакет био је аранжман договорен са Русијом, која је деловала у име великих сила, и Отоманског царства. Имао је за циљ да уведе реформе за јерменске грађане царства. Овај споразум, који је учвршћен у фебруару 1914. године, заснован је на аранжманима који су номинално склопљени 1878. године. Према овом договору, генерални инспектори, чија су овлашћења и дужности представљали кључ питања, требало је да буду именовани на период од десет година, а њихов ангажман у том периоду није смео бити опозван.
Током Првог светског рата, Отоманско царство и Руско царство су се међусобно ангажовале у Кавкаским и Персијским кампањама, а Комитет уније и напретка је почео да гледа на Јермене са неповерењем и подозрењем. То је било због чињенице да је руска војска садржавала контингент јерменских добровољаца. Османске власти су 24. априла 1915. ухапсиле јерменске интелектуалце и, са Техџирским законом (29. маја 1915), велики део Јермена који су живели у Западној Јерменији погинуо је у ономе што је постало познато као геноцид над Јерменима. У региону је постојао локални јерменски отпор, развијен против активности Османског царства. Јермени, западни историчари, па чак и неки турски писци и историчари, као што су Танер Акчам и Орхан Памук, сматрају догађаје од 1915. до 1917. године као државно спонзорисана и планирана масовна убиства или геноцид.